# Centro de Estudios de Historia del Antiguo Oriente

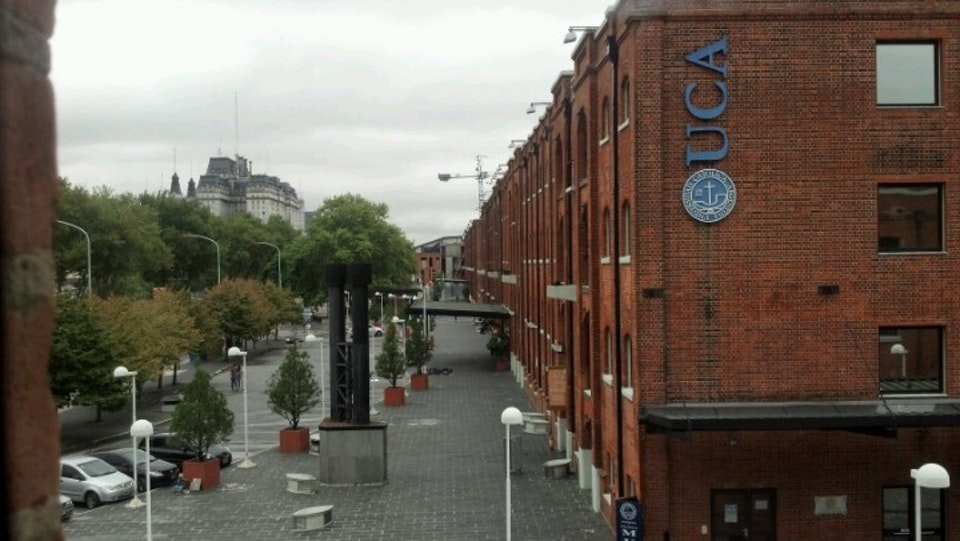
Le CEHAO est situé dans le bâtiment San Alberto Magno, Puerto Madero Campus de l'Université catholique argentine.

Le Centro de Estudios de Historia del Antiguo Oriente (CEHAO)  (en français : Centre pour l'étude de l'histoire de l'Orient ancien) (Université catholique argentine), située à Buenos Aires, est un établissement de recherche spécialisé dans l'histoire et l'archéologie du Proche-Orient ancien. Le CEHAO publie la revue scientifique Antiguo Oriente et, avec la Société de Literaure biblique, les Ancient Near East Monographs (ANEM).

## Publications
Catalogue : accès direct en ligne
- Antiguo Oriente (AntOr)
- Ancient Near East Monographs (ANEM)
- Damqatum, le bulletin du CEHAO